# Пршимда
Пршимда (нім. Pfraumberg) — місто в районі Тахова Пльзенського краю, основна частина розташована на висоті 700 м. Кількість населення — приблизно 1600 жителів.

## Історія
Перша письмова згадка про Пршимду датується 1126 роком. За часів Яна Люксембурзького Пршимда була орендована шляхтою. У 1336 р., під час суперечок між Іоанном Люксембургським та імператором Людовиком IV Баварським, замок був атакований німецькою армією, обложники подолали зовнішні укріплення, але мусили відступити після підпалу дерев'яних частин стін гарнізоном замку. У 1414 році дорога Яна Гуса до Констанца вела через Пршимду. У 1675 р. садибу та замок викупив Ян Вацлав, граф Новоградський з Коловратів. За винятком приблизно 50 років правління нацистів та комуністів у країні, територія все ще є власністю роду. Наприкінці Другої світової війни, у квітні 1945 р., значна частина історичного центру була пошкоджена вогнем після американського повітряного нальоту. Після Другої світової війни більшість німецького населення було примусово виселене та замінене чеським населенням.

## Ландшафт
Пагорб Пршимда (848 метрів) охороняється як однойменний заповідник. На захід від міста знаходиться пам'ятка природи Мілов.

## Муніципальне управління та політика

### Герб і прапор
Право на використання прапора було надано муніципалітету рішенням Палати депутатів парламенту Чеської Республіки від 18 квітня 2014 року. Емблема складається із срібного щита, на якому зображений зелений тризуб із липою природного кольору, на стовбур якого збоку піднімаються два чорні ведмеді з червоною бронею. Прапор має співвідношення ширини до довжини 2:3. Складається з білого листя, яке в'ється по нижньому краю зеленого тризуба, з якого росте липа із зеленою кроною та коричневим стовбуром, на який збоку вилазять два чорні ведмеді з червоною бронею.

## Частини міста
- Пршимда
- Кундратіце
- Мале Дворце
- Малков
- Млинец
- Райов
- Трісколупи
- Уїзд під Пршидмою
- Велке Дворсе

## Пам'ятки
- Замок Пршимда, руїна на пагорбі Пршимда (848 м) на північ від міста
- Церква Святого Георгія, де Індржих Шимон Баар працював пастором у 1880-х роках
- Статуя Святого Антонія
- Статуя Іоанна Непомука на площі 1734 року
- Хрести примирення
- Каплиця Діви Марії з 1852 року
- Місце страти (розташоване за метеорологічною станцією на Пршимді)

## Галерея

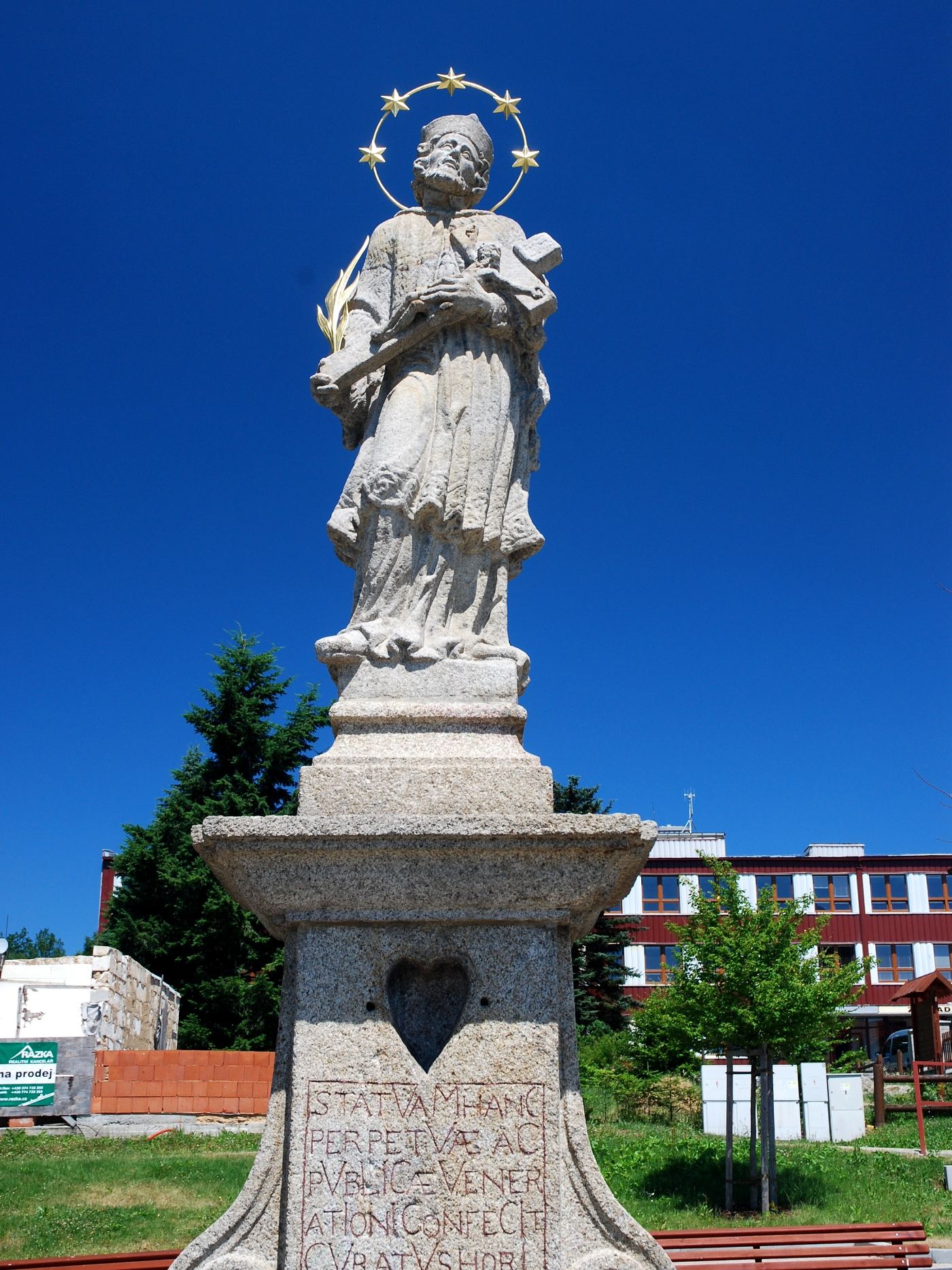
Статуя Яна Непомуцького
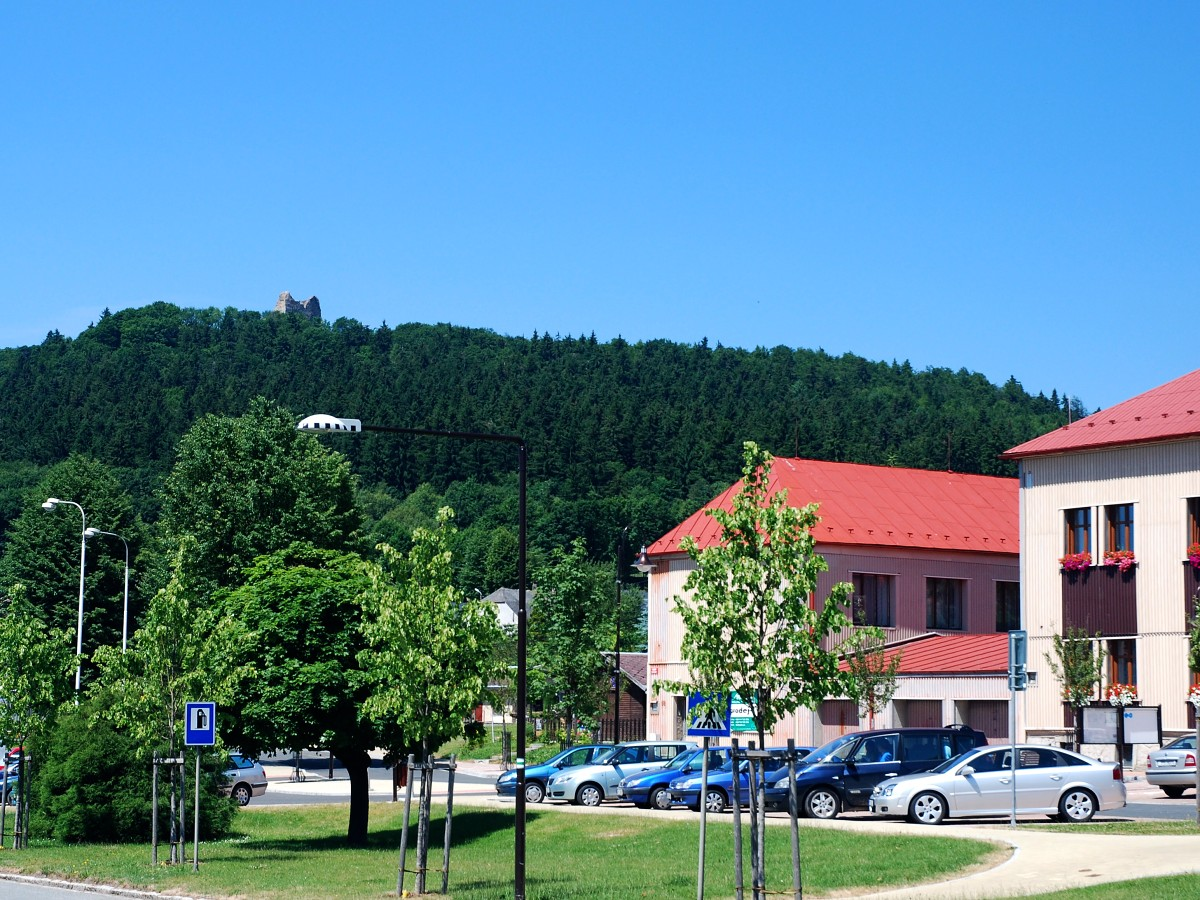
Вид на сусідні руїни замку
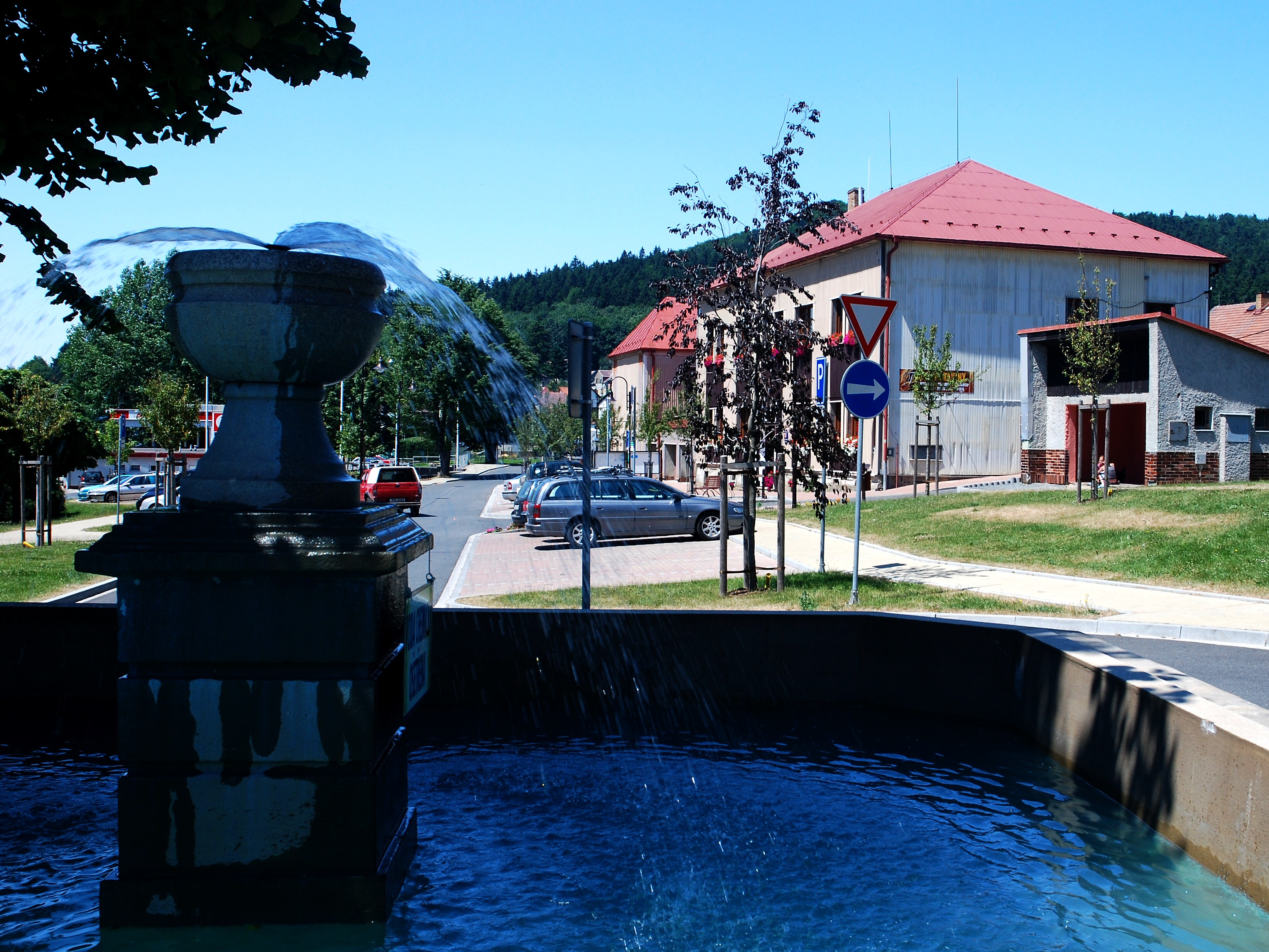
Фонтан на площі біля статуї Яна Непомуцького
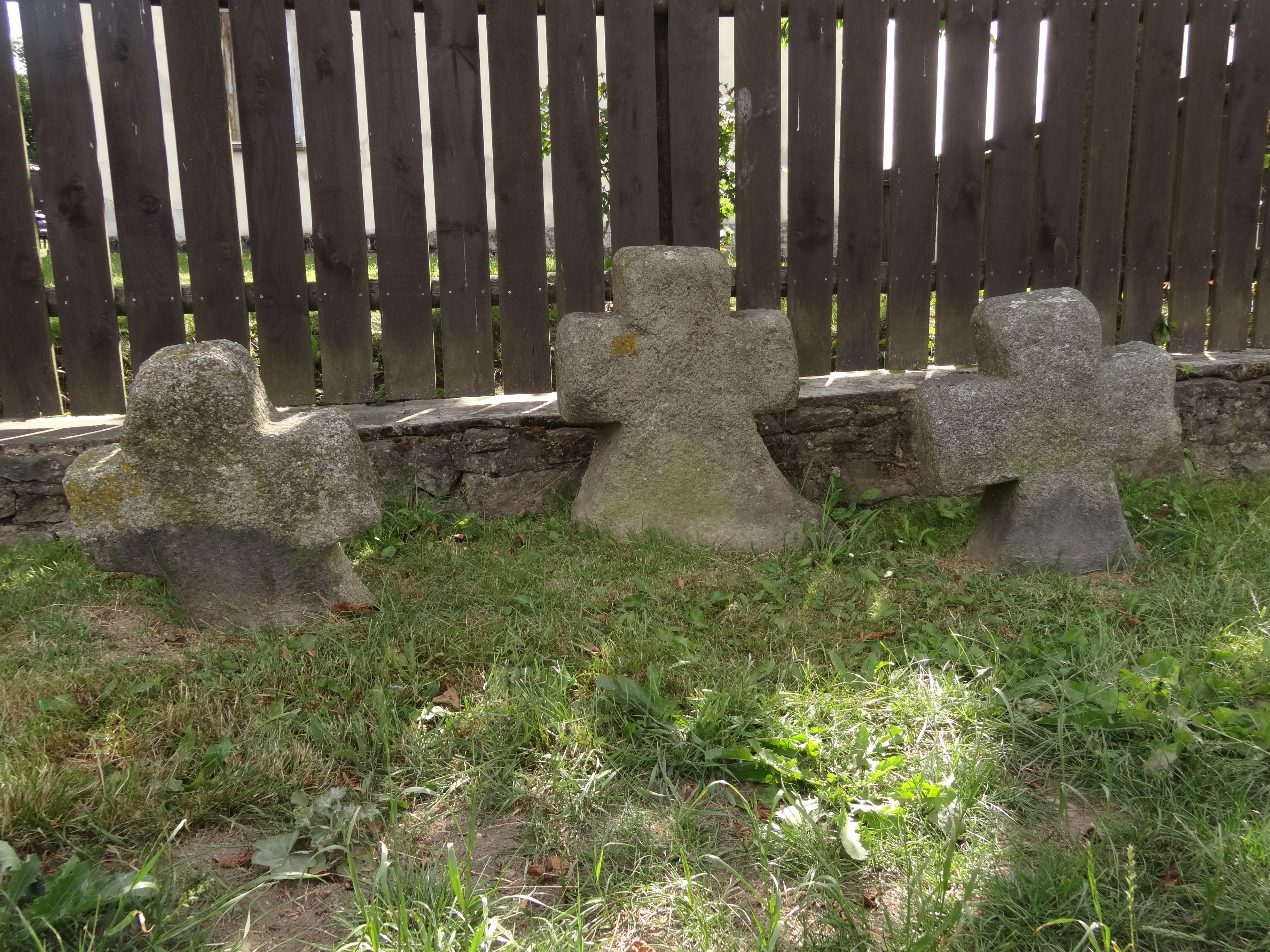
Хрести примирення, що охороняються пам’ятками

### Зовнішні посилання
- Seznam děl v Souborném katalogu ČR, jejichž tématem je Přimda
- Офіційний сайт
- Územně identifikační registr ČR. Obec Přimda v Územně identifikačním registru ČR [online]. Dostupné online.